# Fereydunshahr
Fereydūnshahr (farsi فریدون‌شهر) è il capoluogo dello shahrestān di Fereydunshahr, circoscrizione Centrale, nella Provincia di Esfahan.
Fereydūnshahr è il centro del gruppo etnico georgiano-iraniano e la popolazione parla il dialetto georgiano fereydan.